# Etheostoma gracile
Etheostoma gracile är en fiskart som först beskrevs av Charles Frédéric Girard, 1859.  Etheostoma gracile ingår i släktet Etheostoma och familjen abborrfiskar. Inga underarter finns listade i Catalogue of Life.